# سامح مهران
سامح مهران (10 نوفمبر 1954 -) هو مؤلف وأستاذ جامعي مصري.

## حياته ونشأته
ولد سامح حسن مهران حسن 10 نوفمبر 1954 بالقاهرة، حاصل على درجة الليسانس في كلية الآداب جامعة القاهرة سنة 1976، كما حصل علي دبلوم الترجمة من كلية الآداب جامعة القاهرة سنة 1978، وحصل على دبلوم المعهد العالي للنقد الفني سنة 1982، وحصل على درجة الماجستير في الدراما سنة 1984، ,حصل على درجة الدكتوراه في الدراما سنة 1989 عن رسالة مفهوم الحرب في المسرح العربي.

## مسيرته ومناصب
- أستاذ الدراما وعلوم المسرح .[7]
- شغل رئيس قسم الإعلام التربوي بكلية التربية النوعية جامعة القاهرة .[8]
- وكيلا للكلية للدراسات العليا .
- مستشار لرئيس جامعة القاهرة للفنون.[9]
- مدير مسرح الغد التابع للبيت الفني للمسرح بوزارة الثقافة .
- رئيس المركز القومي للمسرح والموسيقى والفنون الشعبية .
- شغل منصب رئيس أكاديمية الفنون في الفترة من 2009 حتى 2014 .[10]
- رئيس لجنة المسرح بالمجلس الأعلى للثقافة .[11]
- رئيس مهرجان المسرح المعاصر و التجريبي .[12][13]

## أعماله
- مسرحية طفل الرمال سنة 1994 إنتاج مسرح الطليعة .
- مسرحية الطوق و الأسورة سنة 1996 التي فازت بجائزة المهرجان التجريبي إنتاج مسرح الطليعة.
- مسرحية الاستجواب سنة 1996 إنتاج مسرح الشباب .
- مسرحية أيام الإنسان السبعة سنة 1997 إنتاج مسرح الطليعة.
- مسرحية المراكبي التي ترجمت إلى اللغة الإنجليزية و نالت إعجاب النقاد داخل الولايات المتحدة حيث مثلت مصر في مركز يوجين أونيل المسرحي وهى من إنتاج المسرح الحديث، وترجمت أيضا إلى اللغة الدانماركية وعرضت عام 2005 بالدانمارك .
- مسرحية خافية القمر سنة 1998 وهى من إنتاج مركز الهناجر للفنون.
- مسرحية دوديتللو سنة 2001 من و ترجمت إلى اللغة الإنجليزية و هي ضمن رسالة الدكتوراه للباحثة مرجريت ليتفين جامعة شيكاغو وهى من إنتاج مركز الهناجر للفنون.
- مسرحية تحت الشمس سنة 2001 من إنتاج مسرح الطليعة.
- مسرحية البروفة الأخيرة سنة 2003 من إنتاج مسرح الشباب و التي مثلت مصر في الدورة الثانية من مهرجان " طورطوشة المسرحي الدولي للتواصل الثقافي " بأسبانيا.
- مسرحية مين يأكل أبوه سنة 2006 من إنتاج مسرح الغد .
- مسرحية عز الرجال.
- مسرحية بازل وان من إنتاج مسرح الشباب .
- مسرحية حباك عوضين تامر من إنتاج المسرح الحديث قد حققت نجاح نقدى و جماهيري كبير .
- مسرحية السرقة الكبرى .
- مسرحية المعجنة.
- مسرحية ياما في القتل مظاليم في مسرح الهناجر .

## جوائز[1]
- جائزة التأليف المسرحي الأولى من المجلس الأعلى للثقافة سنة 1990 عن نص الشاطر ..ست الحسن وعرضت لعدة مرات في هيئة قصور الثقافة.
- جائزة الشيخ راشد بن حمد الشرقي للإبداع.
- جائزة صلاح القصب للإبداع المسرحي.[14][14]